# Han
Han (한강) eller Hangang er en 494 km lang flod i Sydkorea, som udmunder i Det Gule Hav. Det er den næstlængste flod i Sydkorea efter Nakdong. Floden begynder som to mindre floder i de østlige bjerge på den koreanske halvø, som mødes nær Seoul. Floden spiller en væsentlig rolle i Sydkorea eftersom den løber gennem landets hovedstad Seoul. Floden er ret bred i forhold til dens længde. Ved Soul er floden mere end en kilometer bred.
Langs de nedre strækninger af floden er der bygget gangstier, cykelstier, offentlige parker, restauranter, osv., især i Seoul. I en undersøgelse i 2011 foretaget af Seoul Development Institute blev floden kåret som den næstmest naturskønne lokalitet i Seoul efter Namsan.

## Bifloder til Han
- Gongneungcheon (곡능천)
- Najinhacheon (나진하천)
- Changneungcheon (창능천)
- Anyangcheon (안양천)
- Jungnangcheon (중랑천)
- Tancheon (탄천)
- Gyeongancheon (경안천)
- Bukhan (북한강)
- Namhan (남한강)

## Broer over Han
I alt 27 broer krydser Han i Seouls hovedstadsområde. (Seoul, Gyeonggi, Incheon)